# Jan Karel Janovský
Jan Karel Janovský, křtěný Jan Nepomucký (11. září 1869 Vrchlabí – 10. srpna 1931 Louny) byl český malíř.

## Život
Jan Karel Janovský se narodil ve Vrchlabí v rodině zámečníka Karla Janovského a jeho ženy Josefy rodem Hanuschové z Výmaru. Od mládí projevoval nebývalé malířské nadání, ve svém rodišti absolvoval obecnou, poté osmi třídní měšťanskou školu a následně odešel do Prahy. Zde pak v letech 1888-1894 navštěvoval malířskou akademii, kde se školil u profesora Františka Sequense.
Následně odjel do Mnichova, kde pobýval dva roky. Nějaký čas rovněž dlel v Černé Hoře a porůznu i v Dalmácii. Později žil v Opatiji, kde byl 15 let profesorem na tamějším reálném gymnáziu a měl zde i svojí soukromou malířskou školu společně se svojí chotí Ludmilou Janovskou-Kleinmondovou. V roce 1923 ještě krátce pobýval v Mariboru, avšak v roce 1924 se přestěhoval do Prahy.
J. K. Janovský zemřel v roce 1931 v Lounech, kde se účastnil výstavy severočeského výtvarného umění.

## Galerie

Prodavač melounů (olej na plátně) kol. 1900
Harmonické zátiší (olej na plátně) 1931
Dalmácie (olej na plátně)
Žebrák (olej na překližce)
Balkánská žena (pastel na papíře)
Vlčí máky (olej na překližce)
Dráteník (olej na lepence)
V dívčím budoáru (olej na plátně)
Ruská trojka  (olej na plátně)
Stromy u vody (olej na kartonu)

### Adresář
- 1926 Adresář výtvarných umělců československých, Syndikát výtvarných umělců československých
- 1929 Adresář výtvarných umělců československých, Syndikát výtvarných umělců československých